# Орден «За заслуги перед наукой и искусством» (Ангальт)
Орден «За заслуги перед наукой и искусством» (нем. Verdienstorden für Wissenschaft und Kunst) — государственная награда герцогства Ангальт, автономного государства в составе Второго рейха.

## История и описание
Орден был учреждён 30 июля 1873 года ангальтским владетельным герцогом Фридрихом I, и, как следует из названия, предназначался для награждения учёных, художников, литераторов, деятелей искусства. 
Первоначально орден имел одну степень, но в 1912 году был разделён на три. Орден мог вручаться как мужчинам, так и женщинам, что было довольно  необычно для того времени. 
Знак ордена имел достаточно скромный вид: овальный медальон с вензелем герцога Фридриха, вписанный в кокардообразную звезду с 24-мя лучами, увенчанную герцогской короной. Орденский знак выполнялся из позолоченной бронзы и не украшался эмалью или драгоценными камнями, в отличие от многих других современных ему орденов. 
В нижней части медальона имелась надпись «Herzog von Anhalt» («герцог Ангальтский») а на обратной стороне — надпись «Für Wissenschaft und Kunst» («За науку и искусство»). Орден носили на левой стороне груди. Лента ордена имела зелёную полосу посередине и две красные по бокам. Эти цвета перекликались с цветами флага герцогства Ангальт (красно-зелёно-белого), но не повторяли его. 
После того, как степеней ордена стало три, в его внешний вид были внесены изменения. 24 луча вокруг медальона были заменены лавровым венком. Третья степень начала изготовляться из серебра (первые две по-прежнему изготовлялись из позолоченной бронзы). Две низшие степени по-прежнему носили на левой стороне груди, тогда как первая степень предназначалась для ношения на шейной ленте (мужчинами) или на банте из ленты орденских цветов с левой стороны груди (женщинами).
В 1918 году, после поражения Германии в Первой мировой войне и провозглашения Веймарской республики,  орден был упразднён вместе с другими наградами государств, входивших на правах автономий в состав кайзеровской Германии. 
Интересно отметить, что, несмотря на миниатюрные размеры герцогства Ангальт, в нём существовала достаточно развитая наградная система, включавшая в себя также Династический орден Альбрехта Медведя, Крест Фридриха (за военные заслуги) и медали.